# Лактация
Лактацията е физиологичен процес на производство на мляко (кърма) при бозайниците и човека. Човешкото мляко се секретира от млечните жлези, които са разположени в рамките на мастната тъкан на гърдата. Хормонът окситоцин се произвежда в организма в отговор на раждането на ново бебе, като стимулира маточните контракции и започването на процеса на лактация. През първите няколко часа след раждането лактацията се състои в производство на течност, наречена коластра. Тя е вещество с особено високо съдържание на хранителни вещества, мазнини, както и антитела, които служат за предпазване на новороденото бебе от различни инфекции. След това количеството на произведеното мляко се контролира основно от хормона пролактин, който се произвежда в отговор на продължителността на времето, което детето прекарва в сукане на гърдите.